# Senderstal
Das Senderstal ist ein Tal auf Nordseite der Stubaier Alpen.
Das Tal wird vom Sendersbach durchflossen, der am Talschluss im Süden unterhalb des Schwarzhorns entsteht.
Im mittleren Bereich erhebt sich das Sonntagsköpfl, das einen kurzen Seitenast vom Haupttal trennt, an dessen Ende sich die Adolf-Pichler-Hütte befindet. Am nördlichen Talende liegt der Ort Grinzens.

## Verkehr
Von Grinzens bis zur Kemater Alm besteht eine mautpflichtige Straße. Auf derselben Straße verläuft die Mountainbike-Route 555 des Landes Tirol.

## Stützpunkte
In einem Seitental befindet sich die Adolf-Pichler-Hütte, zentral liegt die Kemater Alm.